# 12548 Erinriley
12548 Erinriley è un asteroide della fascia principale. Scoperto nel 1998, presenta un'orbita caratterizzata da un semiasse maggiore pari a 2,3910456 UA e da un'eccentricità di 0,1607919, inclinata di 2,88125° rispetto all'eclittica.